# Maria Cristina de Leiningen-Dagsburg-Falkenburg-Heidesheim
Maria Cristina de Leiningen-Dagsburg-Falkenburg-Heidesheim (29 de Dezembro de 1692 – 3 de Junho de 1734), foi uma nobre alemã, membro da Casa de Leiningen e, através dos seus dois casamentos, princesa de Baden-Durlach e duquesa de Saxe-Eisenach.
Nascida no Castelo de Broich, em Mülheim an der Ruhr, era a quarta dos sete filhos de João Carlos Augusto, Conde de Leiningen-Dagsburg-Falkenburg-Heidesheim e senhor de Broich e Bürgel e da sua esposa, a condessa Joana Madalena de Hanau-Lichtenberg. Entre os seis irmãos de Maria Cristina, apenas três chegaram à idade adulta: uma irmã, Sofia Madalena (condessa de Salm-Grumbach por casamento) e dois irmãos, Cristiano Carlos Ricardo e João Guilherme Luís.

## Vida
Em Heidesheim, a 1 de Dezembro de 1711, Maria Cristina casou-se pela primeira vez com o príncipe Cristóvão, irmão mais novo de Carlos III Guilherme, Marquês de Baden-Durlach. Tiveram três filhos:
1. Carlos Augusto de Baden-Durlach (14 de Novembro de 1712 – 30 de Setembro de 1786), depois governante de Baden-Durlach (guardião do marquês Carlos Frederico); casado com Juliane Schmid (depois baronesa de Ehrenberg; 1753 - 1815)
2. Carlos Guilherme Eugénio de Baden-Durlach (3 de Novembro de 1713 – 9 de Maio de 1783), teve uma carreira militar; a partir de 1743 passou a fazer parte do conselho de regência (governo de regência em nome do marquês Carlos Frederico) de Baden-Durlach juntamente com o seu irmão. Morreu solteiro e sem descendência.
3. Cristóvão de Baden-Durlach (5 de Junho de 1717 – 18 de Dezembro de 1789), casado com Katharina Höllischer (depois baronesa de Freydorf).

Após onze anos de casamento, o príncipe Cristóvão de Baden morreu a 2 de Maio de 1723 e foi sepultado na Stiftskirche St.Michael, em Pforzheim.
No Castelo de Philippsruhe, em Hanau, a 29 de Maio de 1727, Maria Cristina casou-se com o seu segundo marido, João Guilherme, Duque de Saxe-Eisenach, tornando-se a sua quarta esposa. A união durou apenas catorze meses, uma vez que o seu segundo marido morreu a 14 de Janeiro de 1729. Não nasceram descendentes desta união.
Maria Cristina morreu em Eisenach aos quarenta-e-um anos de idade. Foi sepultada na Georgenkirche, Eisenach.

## Genealogia
| Maria Cristina de Leiningen-Dagsburg-Falkenburg-Heidesheim | Pai: João, Conde de Leiningen-Dagsburg-Falkenburg | Avô paterno: João Guilherme, Conde de Leiningen-Dagsburg-Falkenburg | Bisavô paterno: Emich XIII, Conde de Leiningen-Dagsburg-Falkenburg    |
| Maria Cristina de Leiningen-Dagsburg-Falkenburg-Heidesheim | Pai: João, Conde de Leiningen-Dagsburg-Falkenburg | Avô paterno: João Guilherme, Conde de Leiningen-Dagsburg-Falkenburg | Bisavó paterna: Cristiana de Solms-Laubach                            |
| Maria Cristina de Leiningen-Dagsburg-Falkenburg-Heidesheim | Pai: João, Conde de Leiningen-Dagsburg-Falkenburg | Avó paterna: Ana Isabel de Daun-Falkenstein                         | Bisavô paterno: Guilherme Wirich, Conde de Daun-Falkenstein           |
| Maria Cristina de Leiningen-Dagsburg-Falkenburg-Heidesheim | Pai: João, Conde de Leiningen-Dagsburg-Falkenburg | Avó paterna: Ana Isabel de Daun-Falkenstein                         | Bisavó paterna: Isabel de Waldeck-Wildungen                           |
| Maria Cristina de Leiningen-Dagsburg-Falkenburg-Heidesheim | Mãe: Joana Madalena de Hanau-Lichtenberg          | Avô materno: João Ricardo II, Conde de Hanau-Lichtenberg            | Bisavô materno: Filipe Wolfgang, Conde de Hanau-Lichtenberg           |
| Maria Cristina de Leiningen-Dagsburg-Falkenburg-Heidesheim | Mãe: Joana Madalena de Hanau-Lichtenberg          | Avô materno: João Ricardo II, Conde de Hanau-Lichtenberg            | Bisavó materna: Joana de Oettingen-Oettingen                          |
| Maria Cristina de Leiningen-Dagsburg-Falkenburg-Heidesheim | Mãe: Joana Madalena de Hanau-Lichtenberg          | Avó materna: Ana Madalena do Palatinado-Birkenfeld-Bischweiler      | Bisavô materno: Cristiano I, Conde Palatino de Birkenfeld-Bischweiler |
| Maria Cristina de Leiningen-Dagsburg-Falkenburg-Heidesheim | Mãe: Joana Madalena de Hanau-Lichtenberg          | Avó materna: Ana Madalena do Palatinado-Birkenfeld-Bischweiler      | Bisavó materna: Madalena Catarina do Palatinado-Zweibrücken           |